# Mal (città)
Mal (o Mal Bazar) è una suddivisione dell'India, classificata come municipality, di 23.212 abitanti, situata nel distretto di Jalpaiguri, nello stato federato del Bengala Occidentale. In base al numero di abitanti la città rientra nella classe III (da 20.000 a 49.999 persone).

## Geografia fisica
La città è situata a 26° 51' 01 N e 88° 44' 50 E.

## Società

### Evoluzione demografica
Al censimento del 2001 la popolazione di Mal assommava a 23.212 persone, delle quali 12.111 maschi e 11.101 femmine. I bambini di età inferiore o uguale ai sei anni assommavano a 2.638, dei quali 1.324 maschi e 1.314 femmine. Infine, coloro che erano in grado di saper almeno leggere e scrivere erano 17.098, dei quali 9.553 maschi e 7.545 femmine.